# Lewis Howard Latimer

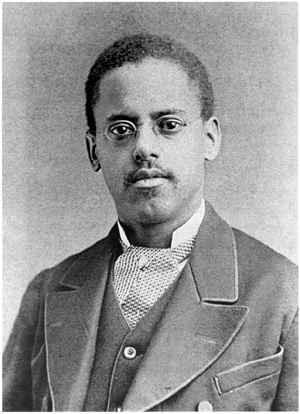
Lewis Howard Latimer

Lewis Howard Latimer (Chelsea (Massachusetts), 4 september 1848 – Flushing (New York), 11 december 1928) was een Amerikaanse uitvinder en technisch tekenaar. Hij werkte nauw samen met uitvinders als Alexander Graham Bell en Thomas Alva Edison bij de ontwikkeling van nieuwe elektrotechnische producten begin 20e eeuw.

## Biografie
Latimer was de zoon van George en Rebecca Latimer, als jongste van vier kinderen (3 jongens en 1 meisje). Zijn ouders waren voormalige slaven uit Virginia die in oktober 1842 waren weggelopen van hun eigenaren naar Trenton (New Jersey).
De enige opleiding die Lewis kreeg was de basisschool, omdat hij reeds op 10-jarige leeftijd met zijn vader ging werken om zo de familie financieel te ondersteunen. De rest van zijn opleiding verkreeg hij grotendeels door zelfstudie.
Op 15-jarige leeftijd, hij vervalste hierbij de datum op zijn geboortebewijs, trad hij in dienst van het Noordelijk leger om te vechten in de Amerikaanse Burgeroorlog en te strijden voor afschaffing van de slavernij. Nadat hij aan het einde van de oorlog in 1865 eervol werd ontslagen keerde hij terug naar Boston op zoek naar werk. Hij verkreeg een baan als jongste bediende bij een advocatenkantoor in Boston, gespecialiseerd in de bescherming van octrooien. Hier leerde hij het gebruik van tekengereedschap, werd tekenaar en klom op die manier langzaam binnen het bedrijf op tot hij uiteindelijk in 1878 werd benoemd tot hoofd tekenkamer.
Zo maakte Bell in 1878 gebruik van Latimers tekentalent om de noodzakelijk tekeningen te maken voor de aanvraag van zijn octrooi op de telefoon. Hierdoor was hij sneller met zijn octrooiaanvraag dan zijn directe concurrent Elisha Gray.
In 1879 verhuisde hij naar Bridgeport (Connecticut) samen met zijn broer William, zijn moeder Rebecca en zijn vrouw Mary. Lewis werd ingehuurd door Hiram Maxim, hoofdtechnicus van de United States Lighting Company. Hier leerde hij alles over elektriciteit, boog- en gloeilampen. In 1884 werd hij gevraagd om te werken voor Maxims concurrent in New York, Thomas Edison. Hij verbeterde het productieproces om de kooldraad gloeidraden efficiënter te fabriceren, waardoor de levensduur van Edisons kooldraadlampen sterk toenam. In 1918 trad hij toe tot de Edison pioniers, een elitegroep van technici in dienst van Edison.

## Persoonlijk
Op 10 december 1873 huwde hij Mary Wilson en samen kregen ze twee dochters: Emma Jeanette en Louise Rebecca. Gedurende zijn leven zette Latimer zich in voor de burgerrechten van Afro-Amerikanen.